# Vestlandet
Ne doit pas être confondu avec Comté de Vestland.
Vestlandet est l’une des cinq grandes régions géographiques (Landsdel) de la Norvège. 
Il présente la façade sud-ouest atlantique du pays, correspond à l’ouest norvégien Situé au sud de la région du Trondelag, Vestlandet longe le versant occidental du massif des Scandes. La région, qui est une appellation géographique sans fonction officielle ni politique en soi, comprend les comtés (fylker) de Rogaland, Vestland et Møre og Romsdal. L'ensemble recense une population d'environ 1,4 million d'habitants. Sa plus grande métropole est Bergen, suivie de Stavanger. Les subdivisions historiques (Agder, Vest-Telemark, Hallingdal, Valdres) et des localités septentrionales du Gudbrandsdal ont toutes été amalgamées sous l'appellation Vestlandet.

## Climat
Vestlandet est l'une des régions les plus humides d'Europe. La quantité de précipitations dans les montagnes le long des côtes est en moyenne de 3 500 mm par an, les années de pointe jusqu'à 5 000 mm par an. La ville de Bergen a une pluviométrie moyenne de 2 250 mm par an. Ceci est en partie dû au Gulf Stream, grâce auquel la région a un climat plus doux que ce que l'on pourrait effectivement déduire de sa latitude. La pluie n'est donc pas rare sur la côte, même en hiver.